# L'hivern del món
L'hivern del món és una novel·la de Ken Follet, la segona part de la Trilogia Century. Es tracta de la continuació de La caiguda dels gegants i narra la història dels mateixos personatges entre els anys 1933 i 1949.

## Esdeveniments
Alguns dels fets que s'hi narren són els següents:

### Alemanya
- Incendi del Reichstag i Decret de l'Incendi del Reichstag (1933)
- Eleccions parlamentàries alemanyes del març de 1933 i promulgació de la Llei de Capacitació (1933)
- Invasió de Polònia i inici de la Segona Guerra Mundial (1939)
- Promulgació del programa Aktion T4 (1939-41)
- Batalla dels turons de Seelow i Batalla de Berlín (1945)
- Bloqueig de Berlín (1948-49)

### Rússia
- Operació Barbarroja (1941)
- Operació Fall Blau i Batalla de Stalingrad (1942)
- Conferència de Moscou (1943)
- Batalla de Kursk (1943)
- RDS-1, primera prova nuclear soviètica (1949)

### Regne Unit
- Batalla de Cable Street (1936)
- Debat de Noruega i dimissió de Neville Chamberlain (1940)
- El Blitz de Londres (1940-41)
- Eleccions al Parlament del Regne Unit de 1945

### França
- Batalla de França (1940)
- Desembarcament de Normandia (1944)

### Estats Units
- Promulgació del New Deal als Estats Units (1933-37)
- Conferència de Terranova (1941)
- Atac a Pearl Harbor i inici de la Guerra del Pacífic (1941)
- Batalla de Midway (1942)
- Projecte Manhattan (1941-45)
- Campanya de Bougainville (1943-45)
- Firma de la Carta de les Nacions Unides a San Francisco (1945)
- Bombardejos atòmics d'Hiroshima i Nagasaki (1945)
- Promulgació del Pla Marshall (1947)

### Espanya
- Batalla de Belchite de la Guerra Civil Espanyola (1937)

### Txecoslovàquia
- Cop d'estat a Txecoslovàquia de 1948 i assassinat de Jan Masaryk